# August Strindberg (biografi av Olof Lagercrantz)
August Strindberg är titeln på Olof Lagercrantz’ biografi över författaren med samma namn och utgavs 1979.

## Dikt och verklighet
Lagercrantz driver tesen att Strindberg ingalunda var vare sig vansinnig eller ond. Hans brutala beteende förklaras med att hans verklighet underställdes dikten, såtillvida att han spelade upp sitt drama i sitt eget liv för att därmed få stoff till dikten. Misshandeln av Siri von Essen kan på detta sätt inordnas i en ”förnuftsmässig plan” och misstankarna om sinnessjukdom avvisas som ogrundade. Strindbergs föreställning att Siri var otrogen och snärjde honom så som Laura snärjde ryttmästaren i Fadren kan på detta sätt tas till intäkt för att frikänna honom från ansvar när han hänger ut henne offentligt. Gränsen mellan medveten vilja och tvång uppges vara flytande hos Strindberg.
”Strindberg passerar nu in i en period då han medvetet anlägger varhärdar – sjukdomar och passioner – i sin egen organism för sin konsts skull.” Hans diktning är ett flyktförsök från det kaos som omger honom och blir ”den frisedel som löser honom ur varje tvångströja, som hustrur eller andra kan tänkas rekommendera”.

## Infernokrisen
Denna Strindbergbild passar illa med den omdiskuterade infernokrisen omkring 1895 (som noggrant utretts av bland annat Gunnar Brandell i dennes doktorsavhandling). Lagercrantz löser problemet genom att förneka krisen. Strindbergs utveckling är kontinuerlig och han skall ha levt med parallella verkligheter, där fantasierna för honom också äger en hög grad av verklighet, men han gör enligt Lagercrantz noga åtskillnad mellan den inre, esoteriska och den yttre, exoteriska verkligheten. "Ej ett ord och än mindre en handling av honom kan anföras som bevis" för att han förlorade kontrollen över sitt liv.
Strindberg uppför sig vid denna tid ofta egendomligt. Han ser i en sidenkudde ett Zeus-ansikte och talar i låg, besvärjande ton till den, han övertygas om mordanslag, hör bultningar i väggen och tror att elektriska strömmar sänds genom rummet i avsikt att döda honom. Han erbjuder sig att förgöra en fiende till Georg Brandes genom att sticka maginålar genom ögonen på en bild av personen ifråga. Han går omkring och fäktar med en kniv bakom sin rygg för att – enligt egen utsago – värja sig för onda andar och han klär sig i svart och lägger sig på lit de parade.  Den förmåga att hålla isär de båda verkligheterna som Lagercrantz tillskriver honom skingrar dock farhågorna om att han skulle ha lidit av förföljelsemani eller varit från sina sinnen. Det som ter sig egenartat och sjukt blir i själva verket ”naturligt och enkelt”.
Lagercrantz jämför sitt arbete med biografin med att vandra genom en skog "som fått rykte att vara tillhåll för jättar, vargar och andra odjur och finna blott vanliga träd, ett förtroligt susande i kronorna, varelser som hör till". Han förundras över att "myten" om Infernokrisen blivit allmänt accepterad och skyller på att kritiker och litteraturvetare saknade egen erfarenhet av konstnärligt skapande, varför de inte kunde känna igen en diktare när denne steg ner i själens dunkla djup, utan uppfattade honom som en galning. De var fastlåsta i rådande genrer och trodde att den som avvek från mönstret befann sig i kris. De var trångsynta i sitt elfenbenstorn och släppte aldrig fram någon som ifrågasätter vedertagna sanningar. Och så tolkade de Strindbergs brev bokstavligt. Utländska bedömare hade inte beredskap att ge nordiska diktare annat än "marginella roller av pajaskaraktär", huvudrollerna ville de förbehålla sina egna.

## Strindbergs självinsikt
Lagercrantz noterar att ”Strindbergs dotter Karin med sin djupa insikt om faderns psyke har med skäl understrukit hur omöjligt det var för Strindberg att någonsin erkänna ett fel”. Men i själva verket blottlägger Strindberg, anser han, medvetet sina brister. Pelikanen handlar om en mor som suger ut sina barn och lämnar dem vind för våg för att vårda sig om sina erotiska ambitioner. Den har antagits handla om systern Anna men är, får vi veta, inget mindre än ett självporträtt. Sonens replik ”Far sa, ’att om man lade dig på en tortyrbänk, skulle du icke förmås erkänna en förseelse eller bekänna att du ljugit’”, är alltså ett biktande av författarens egna problem.
I en passage där Strindberg undantagsvis undrar om alla – inklusive han själv – är lika falska och illvilliga ser Lagercrantz inte som ett tillfälligt och hypotetiskt medgivande utan en djup självinsikt. Det är denna insikt som har tagit sig uttryck i att han diktat sig förföljare och sålunda luttrats av deras elakheter. Detta svarar mot den urgamla religiösa erfarenhet där känslan av osalighet ses som en gåva av Gud och leder till frälsning, till den egna ondskans övervinnande och återfunnen frid. Strindberg däremot spelade en aktiv roll och kontrollerade hela processen. Det blev en raffinerad metod där andra fick klä skott för hans egna synder. I Svarta fanor gör han upp med vännen och konkurrenten Gustaf af Geijerstam med sedvanlig sadism. Men bakgrunden är, enligt Lagercrantz, att han i denne kände igen sådant som han fördömde hos sig själv.

## Desperation
Andra svårigheter i smältandet av Strindbergs utspel – så som när han i Om det allmänna missnöjet, dess orsaker och botemedel finner läs- och skrivkunnighet onödig, liksom järnvägar, ångbåtar och kompasser och dömer ut hela århundradet som odugligt då det baserar sig på ”kokt vatten”, det vill säga ångkraften – finner också ursäkter. ”För en utopist som Strindberg blir klyftan mellan verkligheten och drömmen dårhusmässigt stor. Det är naturligt att reagera med desperation och gyckel då man konfronteras med denna orimliga motsättning.” Genom att förneka framsteget var Strindberg ideologiskt ”femtio år på efterkälken eller hundra år före vilket man önskar.”

## Sanningssägaren
Lagercrantz medger att Strindberg var hatisk och hänsynslös men ställer honom i kontrast till Carl Larsson som framställs som förljugen. ”Men i realiteten målade han [Larsson] över det som var svårt och beljög så verkligheten medan Strindberg beskrev utan att försköna och för sanningens skull målade med hat.”
Samhällets förljugenhet är ett centralt tema hos Lagercrantz, och Strindberg får därför av naturliga skäl en hjälteroll i hans författarskap. Han har svårt att förstå att samtiden fann Röda rummet, som i hans ögon var så frisk och fylld av framtidshopp, mörk och upprorisk. Han drar slutsatsen att de som levat i den högre konstens förkonstling och onatur var för ovana vid ett naturligt tonfall för att förstå sig på det. Att Strindberg förklarats som en dåre och oansvarig skyller Lagercrantz också på hans roll som naturlig och oförvillad sanningssägare i en förkonstlad värld.

## Reception
Recensenterna lovordade Strindbergbiografin för dess stil och intensitet men det var vanligt att man inte ville erkänna den som vetenskap och många upplevde den också som intetsägande då den i huvudsak byggde på kända fakta. Han beskylldes av Ingvar Holm för plagiat. Det som de facto var originellt föll inte i god jord. Thure Stenström liknade avvisandet av infernokrisen vid en beskrivning av Sverige som utelämnar Svealand och Götaland.
Inte minst fann många den beundrande attityden stötande och påpekade att biografin säger mer om sin författare än om sitt objekt. Sven Delblanc reagerar mot alla ”lojala försök att finna förklaringar, ursäkter, rationaliseringar – geniet måste urskuldas och förstås”. Sven Stolpe finner att Lagercrantz accepterar ”just det som upprör oss andra hos Strindberg”. Han anser också att han förbigår allt det väsentliga, såsom Strindbergs kritik mot Lagercrantz’ egna lärofäder och hans religiösa orientering från 90-talet och framåt.
Boken har översatts till flera språk, bland annat danska, finska, engelska, tyska, polska och kinesiska. Den fick en betydande läsekrets i Folkrepubliken Kina, där den kinesiska upplagan uppgick till 40 000 exemplar.

## Utgåva
- Lagercrantz, Olof (1979). August Strindberg (Nya utgåvor 1980, 1982 och 1985). Stockholm: Wahlström & Widstrand. Libris 7280408. ISBN 9146134778